# Tarancón
Tarancón é um município da Espanha na província de Cuenca, comunidade autónoma de Castilla-La Mancha, de área 106 km² com população de 14214 habitantes (2007) e densidade populacional de 118,69 hab/km².

## Demografia
| Variação demográfica do município entre 1991 e 2004 | Variação demográfica do município entre 1991 e 2004 | Variação demográfica do município entre 1991 e 2004 | Variação demográfica do município entre 1991 e 2004 |
| --------------------------------------------------- | --------------------------------------------------- | --------------------------------------------------- | --------------------------------------------------- |
| 1991                                                | 1996                                                | 2001                                                | 2004                                                |
| 10988                                               | 11304                                               | 11786                                               | 12696                                               |